# Fontanáls de Cerdanya
Fontanáls de Cerdanya o Fontanals de Cerdaña (en catalán y oficialmente, Fontanals de Cerdanya) es un municipio español de la comarca de la Baja Cerdaña en la provincia de Gerona, comunidad autónoma de Cataluña. Está localizado al este de la comarca. El ayuntamiento está situado en el núcleo de Vilar de Urtg.

## Geografía
Integrado en la comarca de Cerdanya, su capital, El Vilar d'Urtx, se sitúa a 137 kilómetros de la capital provincial. El término municipal está atravesado por la carretera nacional N-260 y por la carretera autonómica C-162, que conecta con Alp. 
El relieve del municipio incluye una zona pirenaica por el este, donde sobresalen los picos Forcas (1708 metros), Rocas Altas (1747 metros) y Rodó (1752 metros), y el valle alto del río Segre por el norte y el oeste. El río de Alp procede del municipio vecino y atraviesa parte del territorio antes de desembocar en el río Segre.  La altitud oscila entre los 1752 metros (Tossal de Rodó) al sureste y los 1070 metros a orillas del río Segre. La capital municipal se alza a 1149 metros sobre el nivel del mar. 
| Noroeste: Ger | Norte: Bolvir y Puigcerdà | Nordeste: Puigcerdà |
| Oeste: Das    |                           | Este: Alp           |
| Suroeste: Alp | Sur: Alp                  | Sureste: Alp        |

## Demografía
Fontanáls de Cerdanya cuenta con una población de 531 habitantes (INE 2024).
| Gráfica de evolución demográfica de Fontanáls de Cerdanya entre 1970 y 2021 |
| |
| Población de derecho según los censos de población del INE Población de hecho según los censos de población del INEEntre el censo de 1970 y el anterior, aparece este municipio porque se fusionan los municipios Caixans y Urtg |

| 1900 | 1930 | 1950 | 1970 | 1981 | 1986 |
| ---- | ---- | ---- | ---- | ---- | ---- |
| 577  | 552  | 505  | 462  | 313  | 353  |

## Comunicaciones
Estaciones de ferrocarril de la línea Barcelona-Puigcerdá, en Caixans y en Urtg (Urtx-Alp).

## Economía
En 2022 el 88 % de las empresas eran del sector servicios y el 12 % dedicadas a la construcción.

## Historia
El municipio se formó en 1969 por fusión de los de Caixans y Urtg.

## Lugares de interés
- Iglesia de San Martín de Urtg, de estilo románico.
- Iglesia de San Cosme y San Damián, de estilo románico, en Caixans.
- Iglesia de San Miguel de Soriguerola, románica.